# Гальперин, Илья Романович
Илья́ Рома́нович Гальпе́рин (1905—1984) — советский лингвист и лексикограф, доктор филологических наук, профессор.

## Биография
Родился в 1905 году в Симферополе в еврейской семье. 
Выпускник литературно-лингвистического отделения педагогического факультета 2-го Московского государственного университета. В 1929—1984 годах — аспирант, ассистент, доцент, профессор, заведующий кафедрой современного английского языка, декан факультета английского языка, заведующий кафедрой лексикологии и стилистики английского языка Московского государственного педагогического института иностранных языков имени М. Тореза. Член КПСС.
Умер в Москве в 1984 году.
Сын Юрий (1932—2001) — геофизик и астрофизик, лауреат Государственной премии СССР.

## Избранные произведения
- Избранные труды / И. Р. Гальперин. — М. : Высш. шк., 2005. — 254, [1] с. — Текст рус., англ. — 3000 экз. — ISBN 5-06-004962-0 (в пер.).
- Большой англо-русский словарь = New English-Russian dictionary : [В 2 т. : Ок. 160000 слов] / Под общ. руководством И. Р. Гальперина, Э. М. Медниковой. — 4-е изд., испр., с доп. — М. : Рус. яз., 1987-. Т. 1: А-М / [Ю. Д. Апресян и др.]. — 1987. — 1037 с. Т. 1: A—M / [Ю. Д. Апресян и др.]. — 200000 экз. Т. 2: N—Z / [Н. Н. Амосова и др.]. — 1988. — 1071 с. — 200000 экз.
- Учебник английского языка : Для II курса пед. ин-тов и фак. иностр. яз. / [Т. А. Бараблина, В. И. Бозылева, И. Р. Гальперин и др.] ; Под ред. И. Р. Гальперина. — 3-е изд., перераб. и доп. — М. : Высш. школа, 1982. — 384 с. -— (Высшее образование). — 35000 экз.
- Дополнение к Большому англо-русскому словарю = A supplement to the new English-Russian dictionary : [Ок. 12000 слов / И. Р. Гальперин, А. В. Петрова, Э. М. Медникова и др.] ; Под общ. руководством [и предисл.] И. Р. Гальперина. — М. : Рус. яз., 1981. — 431 с. — 65000 экз.
- Текст как объект лингвистического исследования. — М. : Наука, 1981. — 139 с. В надзаг.: АН СССР, Ин-т языкознания. — 10000 экз.
- Лингвостилистика : [Сб. статей] / Сост. и вступ. статья И. Р. Гальперина. — М. : Прогресс, 1980. — 431 с. — (Новое в зарубежной лингвистике ; Вып. 9).
- Лексикологические и стилистические проблемы функционирования слова и словосочетания : [Сборник статей] / [Отв. ред. д. филол. н., проф. И. Р. Гальперин]. — Москва : Б. и., 1977. — 248 с. — (Министерство высшего и среднего специального образования СССР. Московский государственный педагогический институт иностранного языка им. Мориса Тореза. Сборник научных трудов ; Вып. 116).